# Аревшат (Арарат)
Аревшат (вірм. Արևշատ) — село в марзі Арарат, у центрі Вірменії. Село розташоване на правому березі річки Азат, за 11 км на північний захід від міста Аштарака, за 1 км на південний захід від села Абовян, за 2 км на північний захід від села Вардашен, за 2 км на північний схід від села Ншаван та за 2 км на схід від села Дітак.